# Gran Turismo (videojuego de 1997)
Gran Turismo (generalmente abreviado como GT) es un videojuego de carreras diseñado por Kazunori Yamauchi. Es el primer juego de la serie Gran Turismo. El juego fue desarrollado por Polyphony Digital y publicado por Sony Computer Entertainment en 1997 y 1998 para la consola de videojuegos PlayStation. El grupo de desarrollo del juego se estableció más tarde como Polyphony Digital.
Después de cinco años de tiempo de desarrollo, fue bien recibido pública y críticamente, enviando un total de más de 11.00 millones de copias en todo el mundo a partir de marzo de 2013 (lo que lo convierte en el juego de PlayStation más vendido), y obtuvo un promedio de 95% en el agregado de GameRankings, lo convierte en el videojuego de carreras mejor calificado de todos los tiempos. Muchas publicaciones lo han considerado uno de los mejores videojuegos de todos los tiempos. El juego ha comenzado una serie y ha generado más de 10 spin-offs y secuelas.
Dentro de la carátula incluye dos manuales; el primero se le conoce como "manual de referencia" que explica todo sobre la aceleración, frenado, manejo o maniobrabilidad, tracción de coche, etc; y la segunda, el manual de instrucciones que orienta al jugador de cómo jugar el modo arcade, simulación, guardar partida usando la Tarjeta de Memoria insertada en la consola, etc.

## Jugabilidad
Gran Turismo es un videojuego de carreras. El jugador debe maniobrar un automóvil para competir contra conductores con IA en varias pistas de carreras. El juego usa dos modos diferentes: Modo Arcade y Modo Simulación (Modo Gran Turismo en PAL y versiones japonesas). En el modo arcade, el jugador puede elegir libremente la dificultad de los oponentes, los circuitos y vehículos de diferentes clases que desea utilizar. Las carreras ganadoras desbloquean autos y pistas adicionales.
Sin embargo, el modo de simulación requiere que el jugador gane diferentes niveles de licencias de conducir para calificar en eventos, obteniendo créditos (dinero), trofeos y autos premiados al ganar campeonatos de carrera. Ganar un campeonato en particular también desbloquea un video y algunas pistas de demostración adicionales. Los créditos se pueden usar para comprar vehículos adicionales, mejorar y puesta a punto.
Gran Turismo cuenta con 140 autos y 11 pistas de carreras (así como sus versiones invertidas). Se incluyeron dos automóviles Honda NSX de 1992 en la versión japonesa, pero se eliminaron de las versiones norteamericana y europea. También hay un Chevrolet Corvette de 1967 y un Mazda Eunos Roadster de 1998 exclusivo para el modo Arcade.

## Innovaciones
- El primer juego en utilizar el DualShock como sistema de control, que permite una conducción de 360 grados con vibraciones realistas.
- Además de los automóviles deportivos "habituales", también hay disponibles modelos de automóviles absolutamente comunes.
- Comportamiento realista de automóviles en dirección, aceleración y frenado.
- Sonidos de motores realistas.
- Gráfico que hace que la superficie del automóvil sea metálica y reflectante.
- Reproducciones estilo TV con diferentes tomas.
- Puede intervenir radicalmente en la configuración del automóvil.
- Cuando se logran ciertos resultados deportivos, se pueden "desbloquear" vehículos y circuitos nuevos.
- Importe sus licencias de una versión de GT a la siguiente, creando así la continuidad entre las diferentes versiones del juego (válido desde GT2 en adelante, ya que este es el primer título de la serie).
- Procesamiento total de los automóviles, ya que se pueden mejorar todos los aspectos mecánicos de los distintos vehículos.
- De contar con 176 coches disponibles en GT se repiten varios modelos con sus variantes, especificaciones y colores de carrocería.

## Coches disponibles
Los coches disponibles en la versión Europea y Americana fueron:
- Aston Martin (DB7 Coupe, DB7 Volante).
- Chevrolet (Camaro Z28, Corvette 96 Coupe, Corvette 96 Grand Sport, Corvette 429 Coupe 67).
- Dodge (Dodge Viper RT, Dodge Viper GTS, Concept Car).
- Honda (EK Civic SiR-II, EK Civic Ferio Si II, EK Civic TYPE-R, Accord Wagon SiR, Accord SiR, Prelude SiR, Prelude Type-S, Integra SiR-G, Integra Type-R, NSX, NSX Type S Zero, NSX Type S, NSX-R LM GT-2, CRX, CRX del Sol).
- Mazda (Demio LX G Package, Demio GL, Demio GL-X, Lantis Coupé 2000 R-Type, Eunos Roadster NORMAL, Eunos Roadster S-SPECIAL, Eunos Roadster V-SPECIAL, Efini RX-7 Type RB, Efini RX-7 Type RZ, Efini RX-7 Type Touring X, Efini RX-7 A-Spec, RX-7 LM Edition).
- Mitsubishi (Mirage Asti RX, Galant VR-G Touring, Galant VR-4, Eclipse GT, Lancer GSR Evolution IV, GTO SR, GTO Twin Turbo, FTO GR, FTO GP Version R, FTO GPX, GTO LM Edition).
- Nissan (S14 Silvia Q's AERO, S14 Silvia K's AERO, 180SX Type S, 180SX TypeX, Primera 2.0Te, Fairlady Z Version S 2seater, Fairlady Z Version S 2by2, Fairlady Z Double Turbo 2 Places, Fairlady Z Double Turbo 2+2, R33 Skyline GTS25t Type M, R33 Skyline Modèle 1997 GT-R, R33 Skyline Modèle 1997 GT-R V-Spec, NISMO GT-R LM).
- Subaru (’96 Impreza WRX Sports Wagon, ’96 Impreza WRX, ’96 Impreza WRX Sports Wagon STI Version III, ’96 Impreza WRX STI Version III, Legacy Touring Sedan RS, Legacy Touring Wagon GT-B, Impreza WRX Type R STI Version, Impreza Rally Edition).
- Toyota (Starlet Glanza V, Corolla Levin BZG, MR2 G-Limited, MR2 GT-S, Supra SZ-R, Supra RZ, Sprinter Trueno BZ-G, Celica SS-II, Celica GT-FOUR, Corona Exiv 200 GT, Chaser Tourer V, Chaser Tourer S, Soarer ’96 2.5GT-T VVT-i, Castrol Supra GT 2000).
- TVR (Cerbera, Griffith 500, Griffith 4.0).

## Desarrollo
El juego requirió cinco años para completarse. Durante una entrevista con Kazunori Yamauchi, se reveló que el desarrollo de Gran Turismo comenzó en la segunda mitad de 1992. Yamauchi agregó que en diferentes momentos solo había entre siete y quince personas asistiéndolo. Cuando se le preguntó lo difícil que era crear Gran Turismo, Yamauchi comentó: "Tomó cinco años. En esos cinco años, no pudimos ver el final. Me despertaba en el trabajo, me dormía en el trabajo. Estaba haciendo frío, así que sabía que debía ser invierno. Calculo que estaba en casa solo cuatro días al año". El diseño de sonido era un aspecto que Yamauchi creía que estaba comprometido debido a la falta de tiempo. Aunque Kazunori consideraba que la inteligencia artificial del juego era superior a sus competidores, seguía insatisfecho con su desarrollo.
Cuando se lanzó Gran Turismo en Japón, Polyphony Digital todavía era un grupo de desarrollo dentro de Sony Computer Entertainment. El estudio se estableció en abril de 1998, antes del lanzamiento occidental del juego. Yamauchi estimó que Gran Turismo utilizó alrededor del 75% del rendimiento máximo de PlayStation.

### Música
La canción de apertura para las versiones norteamericanas y PAL es una remezcla de Chemical Brothers de la canción de Manic Street Preachers "Everything Must Go". La canción de apertura para la versión japonesa es "Moon Over the Castle", compuesta por Masahiro Andoh. El juego en sí tenía una selección de canciones con licencia, incluyendo "Lose Control" de Ash; "Chicken on a Bone" (instrumental reelaborado), "Shade" (instrumental), "Tangerine" (instrumental) y "Sweet 16" de Feeder (versión PAL); "As Heaven is Wide" de Garbage; y "Oxyacetalene", "Skeletal", "Autonomy" e "Industry" de Cubanate (versiones norteamericanas y PAL). La versión japonesa, sin embargo, utilizó una partitura completamente original. Además de "Moon Over the Castle", otras canciones fueron remezcladas para Gran Turismo 2 y Gran Turismo 4.

## Recepción
Gran Turismo recibió "aclamación crítica", según el agregador de revisiones Metacritic.
Next Generation revisó la versión del juego para PlayStation, calificándola con cinco estrellas de cinco, y declaró que "tal como está en la versión japonesa, todo sobre Gran Turismo es un acto de clase, y eleva el listón para los juegos de carreras en casi todos los niveles posibles".
Gran Turismo ganó la mejor simulación de 1999 en los Spotlight Awards, ganó "Mejor juego de conducción" y "Mejores gráficos" de 1999 según el personal de la PlayStation Official Magazine, y fue votado como el sexto mejor juego de todos los tiempos por los lectores de la revista en el mismo número. En 2000, los lectores de Computer and Video Games lo votaron como el octavo mejor videojuego de todos los tiempos. Game Informer lo clasificó como el 21.er mejor videojuego jamás realizado en 2001. El personal consideró que el género de las carreras no se había ofrecido como un "paquete completo" como Gran Turismo. En 2017, Gran Turismo fue declarado el mejor juego de conducción de la historia por Top Gear.
Gran Turismo fue un éxito comercial. Recibió un premio "Oro" de Verband der Unterhaltungssoftware Deutschland (VUD) en agosto de 1998, por ventas de al menos 100,000 unidades en Alemania, Austria y Suiza. Vendió 270,000 unidades en el mercado alemán desde enero hasta septiembre de 1998, lo que lo convirtió en el juego de consola más vendido de la región en todos los sistemas. El VUD lo elevó al estado "Platino", indicando 200,000 ventas, para noviembre. En el festival Milia de 1999 en Cannes, se llevó a casa un premio "Platino" por ingresos superiores a 66 millones de euros en la Unión Europea durante 1998. Esto lo convirtió en el segundo juego más taquillero del año en Europa, detrás de Tomb Raider III. También fue un gran vendedor en Australia, vendiendo más de 100,000 unidades en los primeros dos meses y con ventas superiores a 130,000 en octubre de 1998.
En mayo de 1998, Sony otorgó a Gran Turismo un "Premio Doble Platino" por ventas superiores a 2 millones de unidades solo en Japón. Según Weekly Famitsu, Japón compró 1.34 millones de unidades de Gran Turismo durante la primera mitad de 1998, lo que lo convirtió en el segundo juego más vendido del país en ese período. En julio de 1999, Sony reportó ventas globales de seis millones de unidades para Gran Turismo, de las cuales dos millones derivaron de los Estados Unidos. A partir de abril de 2008, el juego ha enviado 2.55 millones de copias en Japón, 10,000 en el sudeste asiático, 4.3 millones en Europa y 3.99 millones en América del Norte para un total de 10.85 millones de copias, en las que hasta el día de hoy sigue siendo el videojuego más vendido para PlayStation y el tercer juego más vendido en la franquicia Gran Turismo, detrás de Gran Turismo 4 y Gran Turismo 3: A-Spec respectivamente.